# محمود بدر
محمود بَدِر (۱۲۷۱–۱۳۴۷) وزیر دارایی و از کارگزاران اقتصادی دوران پهلوی بود. در دوران وزارت دارایی او بانک رهنی ایران تأسیس شد که پس از انقلاب، بانک مسکن شد، همچنین برای نخستین بار در ایران، حساب‌های پس‌انداز بانکی شکل گرفت که به سپرده گذاران سود می‌داد. بدر نخستین کسی است که در ایران وزیر دارایی نامیده شده، پیش از او این وزارت‌خانه، مالیه نامیده می‌شد. محمود بدر همچنین بنیانگذار کانون بازنشستگان کشوری است.

## آغاز کار
پدرش میرزا احمدخان نصیرالدوله که پس از رواج شناسنامه در ایران، نام خانوادگی بَدِر برگزید، از پیشگامان آموزش و پرورش مدرن در ایران و هنگام تولد او منشی دربار ناصرالدین شاه بود. هنگام کودکی‌اش نیز پدرش وزیر مختار ایران در بلژیک بود. او را برای تحصیل به انگلستان فرستادند که پس از پایان تحصیلات متوسطه در دانشگاه کمبریج در رشته اقتصاد درس خواند.
پس از بازگشت به ایران به عنوان مترجم به استخدام وزارت مالیه درآمد. مدتی منشی و مترجم هنسس رئیس بلژیکی گمرک بود. سپس به معاونت آرتور میلسپو رئیس آمریکایی مالیه کشور رسید. بدین ترتیب ترقی کرد و رئیس حسابداری وزارت مالیه و مدیرکل مالیه وزارت طرق (راه) و در سال ۱۳۱۰ مدیرکل وزارت مالیه و سپس خزانه دار کل شد.

## نخستین وزیر دارایی
در سیزدهم اردیبهشت ۱۳۱۵ علی‌اکبر داور وزیر مالیه، بدر را به عنوان معاون خود به مجلس شورای ملی معرفی کرد. در پی خودکشی داور در ۲۰ بهمن همان سال، محمود جم نخست‌وزیر همان روز محمود بدر را به کفالت (سرپرستی) وزارت مالیه تعیین و در اول مهر ۱۳۱۶ به عنوان وزیر به مجلس معرفی کرد.
در دوران وزارت بدر، در مهر ۱۳۱۷ نام وزارت مالیه به وزارت دارایی تغییر یافت و او نخستین کسی در ایران بود که وزیر دارایی خوانده شد. از مهمترین اقداماتش در دوران وزارت دارایی، بنیانگذاری بانک رهنی ایران برای کمک به امر مسکن در ایران بود که با به تصویب رساندن لایحه‌ای در ۲۵ دی ۱۳۱۷ انجام گرفت. این بانک با سرمایه دو میلیون تومان از محل «ذخیره پشیز»، یعنی پول خرد وزارت دارایی تأسیس شد.
بدر همچنین در سال ۱۳۱۸ «صندوق پس‌انداز ملی» را تحت اداره بانک ملی ایران تأسیس کرد و برای نخستین بار در ایران، حساب‌های پس‌انداز شکل گرفت که به سپرده‌گذاران سود بانکی می‌داد. بنابر قانون تأسیس این صندوق که در هجدهم اردیبهشت ۱۳۱۸ به تصویب رسید، به پس‌اندازهای کمتر از پانصد تومان، چهار درصد و پانصد تا دو هزار تومان، سه درصد سود تعلق می‌گرفت اما پس‌انداز بیش از دو هزار تومان سودی دریافت نمی‌کرد. هدف از سقف گذاشتن برای پس‌انداز این بود که تنها کسانی که مبالغ کمی دارند بتوانند از سود آن بهره ببرند و دارندگان مبالغ بیشتر، به جای آنکه سپرده خود را در بانک محل درآمدی بکنند، آن را به گردش بیندازند.

## اتهامات مالی
بدر تا سال ۱۳۱۸ وزیر دارایی بود. پس از شهریور ۱۳۲۰ علی سهیلی پس از آنکه برای نخستین بار فرمان نخست‌وزیری گرفت، بدر را در هجدهم اسفند به عنوان وزیر دارایی کابینه خود به مجلس معرفی کرد. در هشتم امرداد ۱۳۲۱ دولت سهیلی استعفا کرد. در ۲۸ بهمن همان سال که سهیلی برای دومین بار کابینه تشکیل داد، بدر را این بار را به عنوان وزیر بازرگانی و پیشه و هنر به مجلس معرفی کرد که تا پایان دولت سهیلی در اسفند آن سال بر سر کار بود.
سال بعد، مهندس فریور نماینده تهران در مجلس علیه بدر اعلام جرم و او را متهم کرد که در جریان خریداری تخم نوغان (کرم ابریشم) خارج از مناقصه در گیلان در دوره وزارتش، هم به دولت زیان وارد کرده و هم به علت فاسد بودن تخم نوغان‌ها به تولیدکنندگان ابریشم زیان زده‌است.
در سال ۱۳۲۴ بعد در کابینه صدرالاشراف بدر بار دیگر وزیر دارایی شد. این بار پس از پایان دوره وزارتش  مصدق نماینده دیگر تهران علیه او اعلام جرم کرد. علت اعلام جرم این بود که به دستور بدر در شهریور ۱۳۲۴ روستای خیرآباد ورامین به ابوطالب شیروانی مدیر روزنامه میهن به عوض املاک صولت‌الدوله قشقایی در سمیرم واگذار شده بود که او در سال ۱۳۱۳ به بهای بیست هزار تومان به اقساط از دولت خریده بود اما پس از شهریور ۱۳۲۰ ورثه‌اش دوباره تصرف کرده بودند. در حالی که ارزش خیرآباد بسیار بیشتر از مبلغ بیست هزار تومانی بود که شیروانی از دولت طلب داشت. ارزش این روستا بیش از پانصد هزار تومان برآورد می‌شد. در سال ۱۳۲۳ خیرآباد مبلغ ۱۵۲۴۵ تومان نقد، ۳۱۲ خروار گندم، ۲۰۲ خروار جو، ۶۸۲ خروار کاه، بیست خروار پنبه خشک و معادل شصت هزار تومان صیفی‌جات درآمد داشت.
اعلام جرم بعدی  مصدق علیه بدر در مورد پرونده اثاثیه وزارت امور خارجه بود که علی سهیلی، نخست‌وزیر و وزیرخارجه اسبق خریداری کرده و کمیسیون دادگستری مجلس او را به اتهام اینکه این اثاثیه را در معامله‌ای خریده که به زیان دولت تمام شده، قابل پیگرد دانسته بود.  مصدق بدر را متهم کرد که فروش اثاثیه به سهیلی با تبانی و زد و بند آن دو صورت گرفته و بدر نیز به عنوان شریک جرم، باید تحت پیگرد قرار بگیرد.
تا پایان دوره چهاردهم مجلس، کمیسیون دادگستری به هیچ‌کدام از این اعلام جرم‌ها رسیدگی نکرد و در نتیجه هیچ‌کدام به پیگرد قضائی نینجامید.
بدر از سال ۱۳۲۶ تا ۱۳۳۰ نایب‌التولیه آستان قدس رضوی بود و بعدها کانون بازنشستگان کشوری را تشکیل داد و خود به ریاست آن رسید.